# Cavalli indomiti
Cavalli indomiti (Wild Horse Mesa) è un film muto del 1925 diretto da George B. Seitz. Il soggetto, sceneggiato da Lucien Hubbard, prende spunto da un romanzo di Zane Grey. Il film - di genere western - fu interpretato da Jack Holt, Noah Beery, Billie Dove, Douglas Fairbanks Jr., George Magrill, George Irving, Edith Yorke. In alcune piccole parti appaiono anche Gary Cooper, Eugene Pallette e Tom Tyler.

## Trama
Rimasto senza soldi, un ranchero decide di risolvere i suoi guai finanziari catturando e vendendo i cavalli selvatici, usando il filo spinato per chiuderli nei recinti. Gli indiani Navajo che vivono in quella zona cercano di dissuaderlo.

## Produzione
Il film fu prodotto dalla Famous Players-Lasky Corporation

## Distribuzione
Distribuito dalla Paramount Pictures e dalla Famous Players-Lasky Corporation, il film - presentato da Jesse L. Lasky e da Adolph Zukor - venne presentato in prima a New York il 9 agosto 1925 per uscire in seguito nelle sale statunitensi il 14 settembre 1925. In Finlandia, fu distribuito il 28 marzo 1927
Il film è stato distribuito riversato in VHS.